# Germana Caroli
Germana Caroli, pseudonimo di Germana Mazzetti (Bologna, 18 agosto 1930 – Monghidoro, 7 gennaio 2024), è stata una cantante italiana, famosa fra gli anni cinquanta e sessanta.

## Biografia
Dopo gli esordi nei locali della sua città, iniziò a cantare nell'orchestra di Giovanni Fenati (che la ascoltò durante un'esibizione in un dancing bolognese), con cui incise i primi dischi per la Philips, tra cui il successo Ehi, tu (del 1954). Fu successivamente messa sotto contratto dalla Durium. Nel 1959 partecipò alla trasmissione radiofonica Il traguardo degli assi, presentata da Corrado, con l'orchestra del maestro Cinico Angelini, nella squadra di Aurelio Fierro (insieme ad altri cantanti, tra cui Miranda Martino). Nello stesso anno gareggiò al Festival di Napoli con Luciano Rondinella, presentando il brano Primmavera, e con Maria Paris, cantando Napulione 'e Napule.
Partecipò al Festival di Sanremo 1960 con Gridare di gioia che non arrivò in finale. I suoi successi del 1961, Alle 10 della sera e Che noia, furono inseriti nel circuito dei cinebox con due video girati da Aldo Aldi. Girò inoltre molte pubblicità per Carosello (reclamizzò ad esempio la marca di elettrodomestici Zoppas). Partecipò poi a numerosi altri concorsi canori, tra i quali Canzonissima, effettuando anche molte tournée all'estero, specialmente in Sudamerica, dove pubblicò alcuni dischi. Dopo altre incisioni realizzate per la Kansas, alla fine del decennio si ritirò per un certo periodo dalle scene. Negli anni '80 riprese a cantare, in varie orchestre di liscio.
Morì a Monghidoro il 7 gennaio 2024, all'età di 93 anni.

## Discografia parziale

Giovanni Fenati al piano con Germana Caroli e Bruno Pallesi nel 1956

### Singoli
- 1958 - Magic Moments/Non partir (Durium, Ld A 6394)
- 1958 - La pioggia cadrà/Dors mon amour (Durium, Ld A 6395)
- 1958 - Parole alla luna/Femminilità (Durium, Ld A 6468)
- 1958 - Da te era bello restar/Ehi tu! (Durium, Ld A 6469)
- 1959 - Un bacio sulla bocca/Nessuno (Durium, Ld A 6476)
- 1959 - Ti prego, amore/Dance darling dance (Durium, Ld A 6510)
- 1959 - Petite fleur/D'improvviso (Durium, Ld A 6562)
- 1959 - D'improvviso/Venus (Durium, Ld A 6563)
- 1959 - Passiuncella/'O destino 'e ll'ate (Durium, Ld A 6570)
- 1959 - Rubare/Por dos besos (Durium, Ld A 6730)
- 1960 - Gridare di gioia/Amore senza sole (Durium, Ld A 6738)
- 1960 - Luna, Lina e brezzolina/Di' la tua (Durium, Ld A 6901)
- 1960 - Alle 10 della sera/Diavolo (Durium, Ld A 6953)
- 1961 - Le mille bolle blu/Che brivido ragazzi (Durium, Ld A 6976)
- 1966 - Sei poco intelligente/Un pezzetto di ghiaccio (Century, AM 006)
- 1967 - Forse/La colpa più grande (DKF Folklore, KF 30038)
- 1969 - È troppo tardi/Va via (Kansas, dm 1114)
- 1981 - Georgia on my mind/Temptation/Stardust (Manhattan Records Man, 45002)

### EP
- 1958 - Un paio d'ali
- 1958 - Non partir
- 1959 - Come Softly to Me
- 1959 - Dance, Darling, Dance
- 1959 - Festival di Napoli 1959
- 1960 - Sanremo 1960 (Durium, ep A 3205; tracklist: Gridare di gioia/Amore senza sole/Noi/Quando vien la sera)
- Le mille bolle blù
- Ay (Ma perché non mi baci mai)